# Государственный банк Южной Австралии
Государственный банк Южной Австралии (англ. State Bank of South Australia) — банк, созданный правительством штата Южная Австралия в 1984 году. В 1991 году произошёл крах банка, из-за чего стал объектом двухлетней Королевской комиссии Южной Австралии. Уцелевшая часть банка теперь существует как BankSA (Банк Южной Австралии).

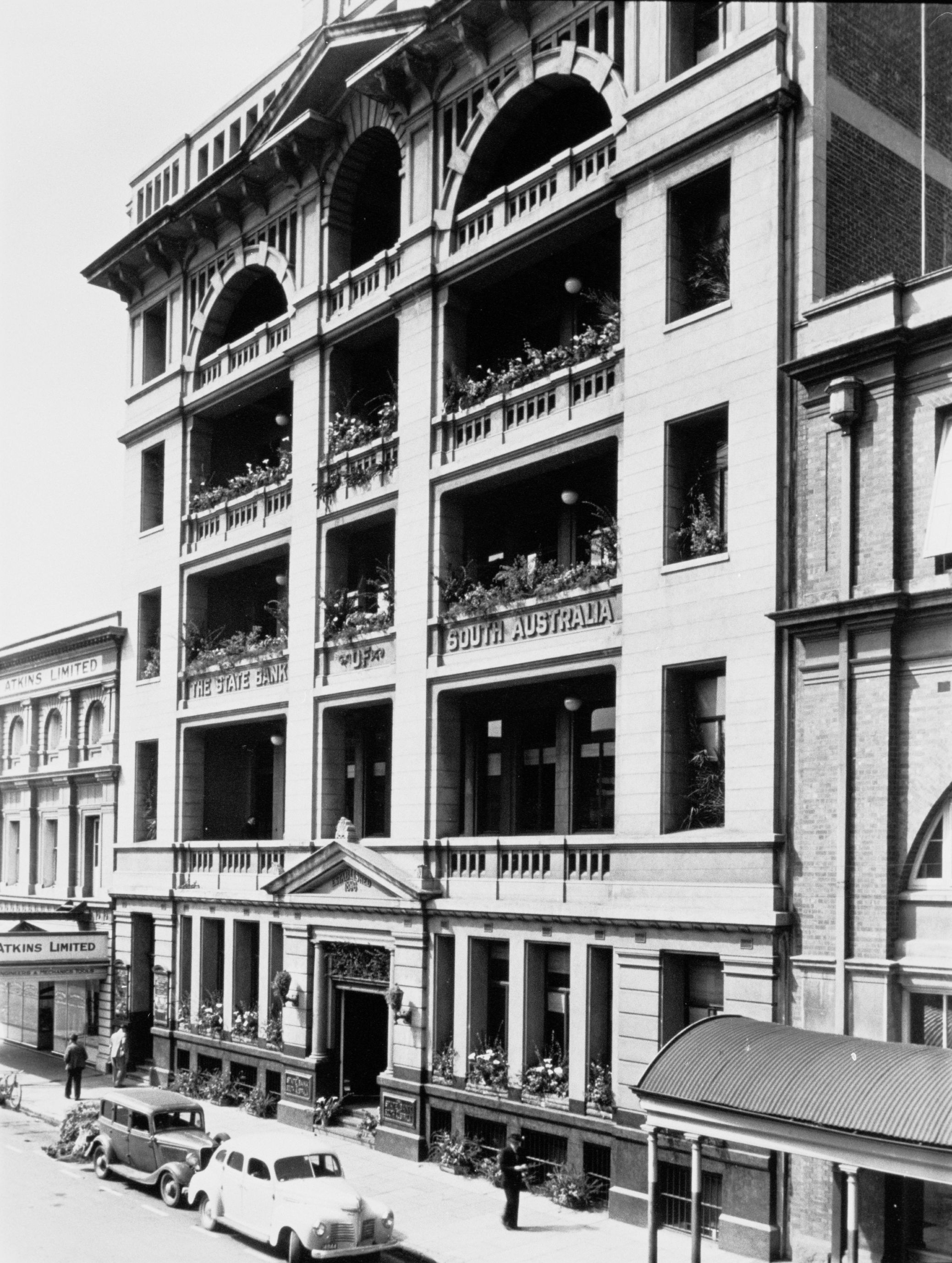
Здание Государственного банка

## История
Государственный банк Южной Австралии был основан в 1896 году в результате принятия Парламентского закона об авансовых платежах, который предусматривал создание банка, который мог бы принести пользу основным производителям штата и другим отраслям промышленности путем предоставления ссуд, гарантированных правительством по льготным ценам. Законопроект, основанный на неудавшемся викторианском предложении, был внесен правительством Кингстон-Холдера в 1894 году, но утратил силу, а затем возобновлен с разъяснениями Фредерика Холдера в 1895 году. Законопроект был принят обеими палатами парламента в декабре 1895 года, и были назначены пять попечителей: Х. М. Эддисон (председатель), Дж. Б. Спенс, Дж. А. Джонсон, С. Стэнтон и Г. Инглис.
Эддисон подал в отставку в 1897 году после того, как его указали в качестве соответчика в деле о разводе Никсона и Никсона, и его заменил Г. Фуллер; Инглис взял на себя роль председателя в 1900—1914 годах; Стэнтон и Джонсон умерли в 1902 году с разницей в неделю, поэтому попечители не имели кворума и не могли встречаться до тех пор, пока не были назначены заместители Э. В. Кричафф и А. М. Симпсон.
Их первая встреча состоялась в офисах казначейства 11 февраля 1896 г., и на ней созвали кандидатов на пост генерального инспектора, в результате чего появилось множество кандидатов, из которых был выбран Г. С. Райт. Хотя Банк был юридическим лицом с 5 февраля 1896 года и мог ссужать деньги под залог, у него не было доступа к средствам, пока казначей не внес аванс в размере нераскрытой суммы, скромной, но достаточной для запуска бизнеса. Сумма была вскоре возвращена, и в дальнейшей помощи банку не потребовалось. Так был основан первый государственный банк Австралии, позже банки стали появляться в штатах Виктория, Западная Австралия, Квинсленд и Новый Южный Уэльс.
За 24 года управления Райта (1896—1920), банк предоставил ссуды на сумму 7 250 000 фунтов стерлингов примерно 10 000 залогодателей. Новое здание для банка было построено на восточной улице Рандл-стрит и открылось 1 марта 1915 года. Вскоре оно оказалось непригодным, и в 1928 году было открыто новое пятиэтажное здание на улице Пири.
В 1984 году банк был расширен путём слияния со Сберегательным банком Южной Австралии, сохранив название «Государственный банк Южной Австралии».
В марте 1988 года банк приобрел компанию Oceanic Capital Corporation по страхованию жизни за 60 млн австралийских долларов.
Вопросы о финансовой жизнеспособности банка были впервые подняты перед выборами штата в 1989 году членом оппозиционной либеральной партии Дженнифер Кэшмор.
В июне 1990 года было приобретено Объединённое строительное общество за 150 млн новозеландских долларов.

## Крах банка
Финансовый крах банка произошёл в 1991 году, став одной из крупнейших экономических катастроф в истории Австралии. Как государственный банк, депозиты гарантировались правительством Южной Австралии.
Управляющий директор банка, Тим Маркус Кларк, в конечном итоге был признан наиболее юридически ответственным за падение банка, премьер-министр штата Джон Бэннон ушел в отставку в 1992 году, а на выборах 1993 года произошло полное поражение лейбористского правительства штата, победу одержали либералы во главе с Дином Брауном.
Крах Госбанка влиял на финансы и политику государства и в XXI веке. Долг Государственного банка был назван основной причиной приватизации Electricity Trust of South Australia (ETSA, Электроэнергетический фонд Южной Австралии) правительством либерального меньшинства во второй срок во главе с Джоном Олсеном, несмотря на его предвыборное обещание в 1997 году, что приватизация ETSA не состоится. Олсен был заменен Робом Керином на посту премьер-министра и лидера либералов после дела Motorola в 2001 году, но позже уступил лейбористам во главе с Майком Ранном на выборах 2002 года.
Продаваемую часть Госбанка приобрел Advance Bank, который выкупил St George Bank. Банк Южной Австралии (также известный как BankSA) в настоящее время является подразделением и торговым названием St George Bank. St George Bank слился с Westpac Bank 1 декабря 2008 года.

### Причины
В марте 1991 года главный аудитор Южной Австралии был назначен для проведения расследования с целью определения причин, по которым Государственный банк нуждается в поддержке правительства. Отчет, представленный в 1993 году, показал, что основной причиной финансовых затруднений были неработающие активы банка, его ссудный портфель. К неработающим активам относились корпоративные и имущественные ссуды, предоставленные банком. На момент оказания финансовой помощи неработающие активы превышали 30 % ссудного портфеля. В отчете было обнаружено, что «в меньшей степени» его инвестиции в основные дочерние компании, приобретенные в период с 1985 по 1990 год, также приносили неудовлетворительные результаты и являлись одной из основных причин.
Однако аудитор пояснил, что, хотя внешние факторы были причинами плохого финансового положения банка, «одной из причин финансового банкротства учреждения» была неспособность банка надлежащим образом управлять долгом и капиталом. В отчете указывалось, что это произошло потому, что «политические и процедурные несоответствия, а также отсутствие эффективного надзора и контроля за некоторыми видами деятельности банка способствуют неэффективному управлению бизнесом Банка в целом».
В марте 1991 года Сэмюэл Джейкобс, королевский адвокат, был назначен главой Королевской комиссии Южной Австралии для расследования отношений между банком и правительством Южной Австралии и договоренностей в соответствии с Законом о Банке Южной Австралии для управления банком. Первым вызванным свидетелем был Джон Барнс, бывший заместитель министра финансов штата (1976—1984). Три отчета о выводах комиссии были опубликованы в 1992 и 1993 годах. Первый и второй отчеты были представлены достопочтенным Сэмюэлем Дж. Джейкобсом, а окончательный отчет — Джоном Мэнсфилдом.
Бэннон оставался премьер-министром во время трех расследований, последние два из которых дали ему понять, что он совершил какие-либо умышленные правонарушения.
Крис Кенни, бывший журналист, который работал советником либеральных политиков Джона Олсена, Роба Крейна и Александра Даунера и руководителем аппарата Малкольма Тернбулла, написал книгу State of Denial, в которой анализировался крах Государственного банка.

### Дальнейшая судьба
В 1992 году Advance Bank купил банк и продолжил управлять им как отдельное предприятие под названием Bank of South Australia и торговало как BankSA.
В 1997 году St.George Bank приобрел Advance Bank и его дочернюю компанию BankSA.
В 2008 году St George объединился с Westpac.